# Consiglio di sicurezza nazionale
Il Consiglio di sicurezza nazionale, o CSN (in georgiano ეროვნული უშიშროების საბჭო?, Erovnuli ushishroebis sabch'o) è un organo consultivo del governo della Georgia che si occupa di questioni di sicurezza nazionale. È stato istituito nel 1996 ed è stato poi guidato dal Presidente della Georgia.
I suoi poteri sono stati notevolmente ridotti dalle modifiche del novembre 2013 alla Costituzione della Georgia ed è stato in gran parte messo da parte dal Consiglio per la sicurezza e la gestione delle crisi, presieduto dal Primo ministro e ha funzionato fino a dicembre 2017.
Il CSN guidato dal presidente è stato abolito il 16 dicembre 2018 e ristabilito sotto il primo ministro nell'aprile 2019.

## Storia
Il Consiglio di sicurezza nazionale della Georgia è stato istituito sotto il presidente Eduard Shevardnadze il 24 gennaio 1996. La rispettiva legge definisce il Consiglio come un organo consultivo del presidente della Georgia per il processo decisionale sulle questioni strategiche dell'organizzazione della costruzione e difesa militare, politica internazionale ed estera relativa alla sicurezza del paese, al mantenimento della stabilità, della legge e dell'ordine.
Il Consiglio di sicurezza nazionale comprendeva i Ministri di Stato (in seguito Primo ministro), Affari Esteri, Difesa, Sicurezza di Stato (abolito nel 2004), Affari Interni e il Segretario del CSN. Il Presidente è stato presidente del Consiglio. Il Presidente del Parlamento e quelli degli organi di rappresentanza suprema dell'Abcasia e delle Repubbliche autonome dell'Agiaria, sebbene non membri, dovevano partecipare alle attività del CSN. Il Segretario del CSN aveva una serie di compiti, inclusi i compiti generali di organizzazione, coordinamento e gestione relativi al funzionamento del CSN e dell'apparato del CSN. Il Segretario ricopre anche il ruolo di Assistente del Presidente della Georgia "sulle questioni di sicurezza nazionale".
Il CSN è stato abolito da una controversa legge approvata dal Parlamento della Georgia il 31 ottobre 2018, entrata in vigore con l'inaugurazione del presidente Salomé Zourabichvili il 16 dicembre 2018. La decisione è stata criticata dall'allora presidente Giorgi Margvelashvili, dal segretario in carica del CSN David Rakviashvili, e da commentatori stranieri come Ronald S. Mangum.
Nell'aprile 2019, il CSN è stato ristabilito sotto la guida del Primo ministro. Comprende anche altri sette membri permanenti: ministri della difesa, degli affari interni, degli affari esteri e delle finanze, nonché capi dei servizi di sicurezza e intelligence dello stato e il capo delle forze di difesa. Il Consiglio ricostituito ha tenuto la sua riunione inaugurale il 1º maggio 2019.

## Consiglio difesa nazionale
Secondo l'emendamento costituzionale del 2018, un organo consultivo, il Consiglio di difesa nazionale, è chiamato solo durante la legge marziale. È presieduto dal Presidente della Georgia e comprende anche il Primo ministro, il Presidente del Parlamento, il Ministro della difesa e il Capo delle forze di difesa. Il Presidente della Georgia può invitare singoli membri del Parlamento e del governo a far parte del Consiglio come membri.

## Lista dei Segretari del Consiglio di sicurezza nazionale
- Nugzar Sajaia, 1996 – febbraio 2002
- Tedo Japaridze, marzo 2002 – novembre 2003
- Ivane Merabishvili, gennaio 2004 – giugno 2004
- Gela Bezhuashvili, giugno 2004 – ottobre 2005
- Levan Choladze, ottobre 2005 – dicembre 2005
- Kote Kemularia, dicembre 2005 – novembre 2007
- Alexander Lomaia, novembre 2007 – dicembre 2008
- Ek'a T'q'eshelashvili, dicembre 2008 – novembre 2010
- Giga Bokeria, novembre 2010 – novembre 2013
- Irina Imerlishvili, novembre 2013 – ottobre 2016
- David Rakviashvili, ottobre 2016 – dicembre 2018
- Giorgi Gakharia, 1º maggio 2019[2] – 3 settembre 2019
- Levan Izoria, 8 settembre 2019 – in carica